# Danny Biega
Danny Biega (* 29. September 1991 in Montréal, Québec) ist ein ehemaliger kanadischer Eishockeyspieler, der während seiner aktiven Karriere zwischen 2009 und 2016 unter anderem zehn Spiele für die Carolina Hurricanes in der National Hockey League auf der Position des Verteidigers bestritten hat. Hauptsächlich war er für die Charlotte Checkers in der American Hockey League aktiv. Sein älterer Bruder Alex Biega ist ebenfalls professioneller Eishockeyspieler.

## Karriere
Biega spielte zunächst von 2007 bis 2009 während seiner Highschool-Zeit an der Salisbury School. Anschließend ging er von dort an die renommierte Harvard University, wo er in den folgenden vier Jahren neben seinem Studium für die Universitätsmannschaft in der ECAC Hockey, einer Division im Spielbetrieb der National Collegiate Athletic Association. Während dieser Zeit erhielt er zahlreiche individuelle Auszeichnungen und wurde im NHL Entry Draft 2010 in der dritten Runde an 67. Position von den Carolina Hurricanes aus der National Hockey League ausgewählt.
Nach Beendigung seines Studiums unterschrieb der Verteidiger im März 2013 einen Einstiegsvertrag über drei Jahre bei den Hurricanes. Er feierte noch im Verlauf der Saison 2012/13 sein Profidebüt bei den Charlotte Checkers in der American Hockey League, die als Farmteam Carolinas fungierten. Dort verbrachte Biega auch die gesamte Spielzeit 2013/14. Nachdem der Abwehrspieler auch die Saison 2014/15 bis Mitte März 2015 bei den Checkers verbracht hatte, wurde er schließlich in den NHL-Kader Carolinas berufen. Er absolvierte bis zum Saisonende zehn NHL-Spiele für die Hurricanes, in denen er zwei Scorerpunkte sammelte. Anschließend verbrachte er das gesamte Spieljahr 2015/16 wieder in der AHL bei Charlotte.
Da sein auslaufender Vertrag im Sommer 2016 nicht verlängert wurde, beendete Biega daraufhin im Alter von 24 Jahren seine aktive Karriere.

## Erfolge und Auszeichnungen
| - 2011 ECAC ECAC Second All-Star Team - 2012 NCAA East First All-American Team - 2012 ECAC All-Tournament Team - 2012 ECAC Best Defensive Defenseman | - 2012 ECAC First All-Star Team - 2012 All-Ivy League First Team - 2013 All-Ivy League Second Team |

## Karrierestatistik
(Legende zur Spielerstatistik: Sp oder GP = absolvierte Spiele; T oder G = erzielte Tore; V oder A = erzielte Assists; Pkt oder Pts = erzielte Scorerpunkte; SM oder PIM = erhaltene Strafminuten; +/− = Plus/Minus-Bilanz; PP = erzielte Überzahltore; SH = erzielte Unterzahltore; GW = erzielte Siegtore; 1 Play-downs/Relegation; Kursiv: Statistik nicht vollständig)